# Vrbice (Distrito de Břeclav)
Vrbice é uma comuna checa localizada na região de Morávia do Sul, distrito de Břeclav‎.